# 彩虹小馬：小馬國女孩—被遺忘的友誼
《彩虹小馬：小馬國女孩－被遺忘的友誼》（英語：My Little Pony: Equestria Girls: Forgotten Friendship）是美國動畫片《彩虹小馬：友情就是魔法》衍生作品《彩虹小馬：小馬國女孩》的一部電視特輯，片長44分鐘，為本系列中首個1小時電視特輯，2018年2月17日於美國Discovery Family頻道首播。2018年3月9日，50分鐘的完整版在孩之寶官方Youtube頻道上以《最有可能被遺忘》（Most likely to be forgotten）之名播放，共被拆分為5集，每集10分鐘，新增了約6分鐘未在首播播出的片段。2021年2月13日於香港ViuTVsix播映，提供粵語配音和中文字幕。

## 劇情大綱
本作的開頭，落日霞光擔任坎特拉高中的年鑑主席，她得知她與六名好友–紫悅、蘋果嘉兒、珍奇、碧琪、柔柔和雲寶被票選為年鑑的『最佳好友』項目，於是大家決定在週末前往海灘為年鑑拍攝『最佳好友』的照片；但拍照當日，落日卻發現好友對她的部分記憶被神秘的抹去了，她們不再認為落日是朋友，並只記得她還是當初的那個惡霸，落日在悲傷之餘決定回到小馬國尋求紫悅公主的協助，並在那發現了有關『記憶之石』的秘密……

## 登場角色

### 坎特拉高中
- 落日霞光（Sunset Shimmer）

配音員：美國：Rebecca Shoichet
本篇主角，本體為橙黃色身體，火紅色棕毛的獨角獸，後來到了人類世界並變成人。電影第一集的主要反派，被小馬國的紫悅公主等人擊敗後改邪歸正，並成為她們的好友。隨後定時會寫友誼日記給紫悅公主，成為她的學生並學習友誼。
本作中擔任坎特拉高中的年鑑主席，由於有人用記憶石消除落日好友的記憶，於是到小馬國找小馬紫悅幫助，但因電影第一集的事而向宇宙公主道歉。
- 紫悅（人類）（Twilight Sparkle）

配音員：美國：Tara Strong、Rebecca Shoichet（歌）
淡薰衣草色皮膚的女生，和小馬世界的紫悅公主一樣博學多聞。
在本作中發明了飛行自拍機器。
- 蘋果嘉兒（AppleJack）

配音員：美國：Ashleigh Ball
橘色皮膚，戴牛仔帽的女生，個性直爽真誠。
- 柔柔（Fluttershy）

配音員: 美國：Andrea Libman
淡黃色皮膚的女生，個性善良但膽小羞怯。
- 珍奇（Rarity）

配音員：美國：Tabitha St. Germain、Kazumi Evans（歌）
白皮膚紫髮的女生，喜愛服裝設計。
- 雲寶（Rainbow Dash）

配音員：美國：Ashleigh Ball
藍皮膚彩紅色頭髮，男孩子氣的女生，擅長運動，是校內所有運動社團的社長。
- 碧琪（Pinkie Pie）

配音員: 美國：Andrea Libman
粉紅色膚色的女生，個性活潑又無厘頭，在校內負責活動的規畫。
- 崔西（Trixie Lulamoon）

配音員：美國：Kathleen Barr
本作的重要角色，為坎特拉高中的學生，個性與她的對應小馬一樣較為驕傲。
片頭因自己未被選為年鑑中最『神奇及最偉大』一項，而與落日霞光發生爭執，因此在落日發現朋友的記憶被抹去時，崔西成為她最初懷疑的對象；然而崔西卻表示自己是無辜的，甚至同情起落日的處境，並協助幫忙落日調查記憶之石的下落（以將她放入年鑑作為交換條件）。
- 壁花羞怯（Wallflower Blush）

配音員：美國：Shannon Chan-Kent
本作終極大反派，後悔改
本作的主要反派角色，為坎特拉高中的學生，為綠色膚色及髮色的女生。
為園藝社社長及唯一社員，個性較為安靜及內向，因此在校園中是缺乏好友、容易被忽視的對象（與其名字壁花呼應），同為年鑑委員成員但卻沒被落日霞光認出。
劇中因對落日感到忌妒，便用偶然獲得的記憶石消除落日好友的記憶感到報復。
石頭被毀壞後，日落和她的朋友們的記憶得到恢復，壁花意識到她的行為造成的傷害，並與日落道歉，同時日落也對忽視她感到抱歉。一段時間後，壁花得到她園藝俱樂部的一些新成員，並且她在學校年鑑中被評為“最佳園丁”。

### 小馬國
- 紫悅公主

配音員：美國：Tara Strong、Rebecca Shoichet（歌）
一隻薰衣草色身體的神駒族小馬，在小馬國擔任友誼公主。個性認真冷靜，熱愛閱讀和書籍。
在電影第一集中，為了拿回被落日霞光盜走的皇冠而來到人類的世界，並戰勝惡魔化的落日霞光，之後兩馬便成為好友。
- 宇宙公主（Princess Celestia）

配音員：美國：Nicole Oliver
是一隻白色的神駒族，她是小馬國的最高國家統治元首，掌管白晝。在本作中與原是其學生的落日霞光釋盡前嫌。

## 配樂
| 標題              | 執導           | 作曲者                                | 長度 |
| ----------------- | -------------- | ------------------------------------- | ---- |
| We've Come So Far | Nick Confalone | Daniel Ingram, Trevor Hoffmann        | 1:50 |
| Invisible         | Nick Confalone | John Jenning Boyd, Lisette Bustamante | 1:23 |

## 外部連結
- 互联网电影数据库（IMDb）上《彩虹小馬：小馬國女孩—被遺忘的友誼》的资料（英文）